# Metagonimus katsuradai
Metagonimus katsuradai ist ein zu den Saugwürmern gehörender Parasit aus der Familie der Heterophyidae, der bislang nur im Osten Russlands und in Japan nachgewiesen wurde. Natürlicher Endwirt sind Hunde.

## Entwicklungszyklus und Wirte
Die Entwicklung erfolgt über zwei Zwischenwirte. Erster Zwischenwirt sind Süßwasserschnecken, in Japan Semisulcospira libertina, in Russland Juga tegulata. Diese werden von Fischen als zweiter Zwischenwirt aufgenommen, in denen sich die Metazerkarien entwickeln. Bekannte Fisch-Zwischenwirte sind Blaubandbärbling, Japanischer Drachenfisch, Tanakia lanceolata, Tanakia oryzae, Tanakia limbata, Tanakia moriokae, Acheilognathus rhombeus und Gnathopogon elongatus. Natürlicher Endwirt sind Hunde. Experimentell lassen sich auch Menschen, Mäuse, Ratten, Kaninchen, Katzen, Enten und Goldhamster infizieren.

## Merkmale
Die Adulten von Metagonimus katsuradai sind 0,315–0,45 mm lang und 0,2–0,25 mm breit, die Eier messen 27–29 × 15–17 µm. Damit ist der Parasit etwas kleiner als Metagonimus minutus, hat aber größere Eier. Von Metagonimus yokogawai, Metagonimus takahashii, Metagonimus miyatai und Metagonimus minutus unterscheidet er sich darin, dass der Bauchsaugnapf kleiner als der Mundsaugnapf ist. Von Metagonimus otsurui unterscheidet er sich in der Position des Receptaculum seminis und von Metagonimus hakubaensis durch seine langen, bis hinter die Hoden reichenden Blinddärme.